# Стьопіни
Стьо́піни (рос. Стёпины) — присілок у складі Афанасьєвського району Кіровської області, Росія. Входить до складу Бісеровського сільського поселення.
Населення становить 5 осіб (2010, 9 у 2002).
Національний склад станом на 2002 рік — росіяни 100 %.